# 寻找前世之旅
《寻找前世之旅》（英語：The Journey），2017年中国偶像剧，改编于作家vivibear的同名小说。由马可、付辛博、周雨彤、聂子皓领衔主演，第一季于2017年1月16日在爱奇艺首播、第二季于2017年2月20日播出。

## 播出时间

### 首播
| 频道   | 所在地   | 播映日期      | 播出时间 | 备注   |
| ------ | -------- | ------------- | -------- | ------ |
| 爱奇艺 | 中国大陆 | 2017年1月16日 |          | 第一季 |
| 爱奇艺 | 中国大陆 | 2017年2月20日 |          | 第二季 |

## 登場人物

### 主要演员
| 演员   | 角色   | 介绍 | 登场集数       |
| 马可   | 亚隆   | 本劇男主角 瑞默爾、癡心等候葉隱幾千年，葉隱的朋友，與葉隱相愛 | 1,4-13,15-24   |
| 马可   | 斯陵   | 日族首领阿斯克，掌控光明，轉生是血族亲王撒那特思，沦为黑暗。他喜欢叶隐到了极致，可以为她做任何的事情，即使牺牲自己的性命也要护叶隐周全。                                      | 22-24          |
| 付辛博 | 司音   | 前世今生茶館的主人，法力高強，自葉隱小時候就收留她至長大成人，不苟言笑，卻疼愛著葉隱。                                                                                        | 1,4-5,13,18-20 |
| 付辛博 | 秦始皇 | 少年秦始皇，為葉隱第一次出任務碰到的人，因葉隱而情竇初開，卻因生活年代不同無法在一起，終其一生尋找長生不老藥。                                                                | 1-4            |
| 付辛博 | 姜子牙 | 小隱第二次出任務碰到的人，兩人相遇在商朝，看到小隱施展法術後拜了小隱為師父。                                                                                                  | 5-9            |
| 付辛博 | 思远   | 唐朝有名的幻術師。因為母親是花妖，從小被人恥笑。註:唐朝道士羅公遠 | 10-13          |
| 付辛博 | 田敦艮 | 明朝錦衣衛。小隱喚他“小田田”。後來為兄弟報仇求亞隆變成了血族… | 14-19          |
| 付辛博 | 沙卡   | 天界仙尊之子，睿智善谋隐忍温润。因为一个阴谋，灵魂分崩离析散落于不同时空。 | 19-24          |
| 周雨彤 | 叶隐   | 本劇女主角 亞隆的朋友，从小不谙世事，在师傅司音的保护下长大，性格搞怪逗趣。面对严肃的师傅时，她总是摆出一副撒娇的样子，讨师傅欢心。当面对亚隆的疯狂追求时，叶隐选择走为上计。 | 全劇           |
| 周雨彤 | 杨贵妃 | 唐朝君主唐玄宗李隆基的宠妃。 | 10-13          |
| 周雨彤 | 伊纱   | 沙卡和斯陵爭奪的天界女孩。 | 22-24          |
| 聂子皓 | 飞鸟   | 叶隐的师兄，人如其名，可以凭空飞行，每天与叶隐插科打诨，帮助委托人去前世找回揭开今生谜题的答案。玩世不恭，但在叶隐遇到困难时处处提供帮助。                                    | 全劇           |
| 聂子皓 | 李瑁   | 唐玄宗十八子，杨贵妃本是他的妃子，后被唐玄宗夺走。 | 10-13          |

### 其他演员
| 演员   | 角色              | 介绍 | 登场集数  |
| 那家威 | 杨栋              | 秦朝时期猎魔人。 | 1-4       |
| 那家威 | 杨戬              | 商朝时期猎魔人。呆萌、憨厚且不失倔强，有着优良的“猎魔”血统，个性有些偏执，轮回四世誓要将血妖消灭殆尽，而其首要目标就是亚隆。 | 5-9,14-19 |
| 那家威 | 杨厉              | 明朝时期猎魔人。 | 18-21     |
| 那家威 | 杨彬              | 现代时期猎魔人。 | 22-24     |
| 鲍天琦 | 柳颜 / 茗顏       | 茶館第一位委托人。 / 秦国咸阳城的美女，柳颜的前世，与李信是一对。                                                            | 1-4       |
| 潘霜霜 | 妲己 / 來嬉       | 茶館第二位委托人。 / 纣王的宠妃，实际上是瑞默爾。亚隆的姐姐。 / 王妃。                                                       | 5-9       |
| 娄淇   | 計程車司機 / 流迦 | 茶館第三位委托人。 / 唐朝壽王李瑁身邊的邪術師。                                                                              | 10-13     |
| 宫正楠 | 丁陽 / 谢青       | 茶館第四位委托人。 / 明朝錦衣衛，田敦艮的好友。                                                                              | 14-21     |
| 罗彬   | 李信              | 秦国御史大人的长子，年少英俊，与茗颜情投意合。                                                                               | 2-4       |
| 傅天骄 | 纣王              | 商朝时期的君王，宠爱妲己，声色犬马，导致民不聊生。                                                                           | 5-9       |
| 赵柯   | 窈娘              | 明朝时期的人物。龍門客棧老闆娘。                                                                                             | 15-16     |
| 王峥   | 沈源              | 本劇惡角 明朝錦衣衛，田敦艮的好友，實為後金內奸，與高捷狼狽為奸。                                                            | 15-21     |

## 网络剧歌曲
| 曲别   | 歌名           | 演唱者 | 作词 | 作曲   |
| 主题曲 | 分我一半的眼泪 | 付辛博 | 李扬 | 麦振鸿 |
| 片尾曲 | 前世有约       | A2A    | 李扬 | 麦振鸿 |